# Ime mu je bilo rat
Ime mu je bilo rat je epizoda Dilan Doga objavljena u Srbiji premijerno u svesci #187. u izdanju Veselog četvrtka. Na kioscima se pojavila 9. juna 2022. Koštala je 350 din (2,9 €; 3,36 $). Imala je 94 strane.

## Originalna epizoda
Originalna epizoda pod nazivom Il suo nome era guerra objavljena je premijerno u #396. regularne edicije Dilana Doga u Italiji u izdanju Bonelija. Izašla je 31. avgusta 2019. Naslovnu stranicu je nacrtao Điđi Kavenađo (Gigo Cavenago). Scenario je napisao Eker Đovani (Eccher Giovanni), a epizodu nacrtao Sinišalki Luiđi (Siniscalchi Luigi). Koštala je 4,4 €.

## Kratak sadržaj
Nekoliko bivših pripadnika specijalnih jedinica, koje su svojevremeno bile angažovane u Iraku, izaziva ubistva i masovne pokolje po Londonu. Policija istražuje slučajeve i u početku se smatra da je sve posledica post-traumatskog stresnog sindroma. Međutim, Ranija i Dilan saznaju da je i sam narednih Karpenter bio pripadnik te jedinice, te da je poznavao ubice. Svi pripadnici jedinice imali su na ruci istetoviran znak koji liči na polovinu znaka za mir. Lord Vels objašnjava Dilanu da je to Ninutre, boga haosa. Tetovaža je od pripadnika jedinice podigla nivo izdržljivosti i agresivnosti što im je omogućilo da dobiju sve bitke u Iraku.
Dilan počinje da veruje da je tetovaža ponovo počela da deluje pod uticajem približavanja Meteora. Karpenterovo ponašanje se naglo menja kada dolazi kod Dilana u stan u nameri da ga ubije. Malo kasnije, kod Dilana dolazi i Ranija. Karpenter dobija nadljudsku snagu nakon čega mu Dilan, da bi zaštitiio Raniju i sebe, sekirom odseca desnu ruku.

## Značaj epizode
Epizoda nastavlja da razvija motiv nasilne i ratne strane čovekove prirode, koja raste i ubrzava se sa približavanjem Meteora Zemlji. Ovaj motiv je metaforički započeo u epizodi Večna godišnja doba. Dramaturška uloga Meteora ovim postaje još jasnija, jer on postaje metafora koja naglašava mračne strane ljudskog društva. Po jednom drugom shvatanju, Meteor naglašava prvi od četiri jahača apokalipse – rat. (Dok već u sledećoj epizodi pod nazivom Bolest M na scenu stupa – smrt.)

## Odbrojavanje do udara meteora
Od #178. počelo je zvanično veliko finale i odbrojavane (na naslovnim stranama) do udara meteora u Zemlju. U ovoj epizodi do udara meteora ostalo je još četiri epizode.  Ovo odbrojavanje traje do #399, tj. #400 originalne serije, tj. do #191-2 Veselog četvrtka. (Veseli četvrtak je već objavio #400 pod nazivom A danas apokalipsa u luksuznom izdanju 19.11.2020. na formatu A4.) Nakon ove epizode, serijal Dilan Doga je resetovan. (Ovo je već drugi Bonelijev junak koji je doživeo reset. Prvi je bio Mister No.)

## Prethodna i naredna epizoda
Prethodna sveska nosila je naslov O vremenu i drugim iluzijama (#186), a naredna Bolest M (#188).